# 圣雷韦里安
圣雷韦里安（法語：Saint-Révérien，法語發音：[sɛ̃ ʁeveʁjɛ̃]）是法国涅夫勒省的一个市镇，属于克拉姆西区。

## 地理
圣雷韦里安（47°12'37"N, 3°30'0"E）面积18.48 平方千米，位于法国勃艮第-弗朗什-孔泰大區涅夫勒省，该省份为法国中部省份，北至约讷省，西北接卢瓦雷省，西接谢尔省，南至阿列省，东南接索恩-卢瓦尔省，东临科多尔省。
与圣雷韦里安接壤的市镇（或旧市镇、城区）包括：讷伊、尚帕勒芒、克吕拉维尔、吉皮、穆西、维特里拉谢。

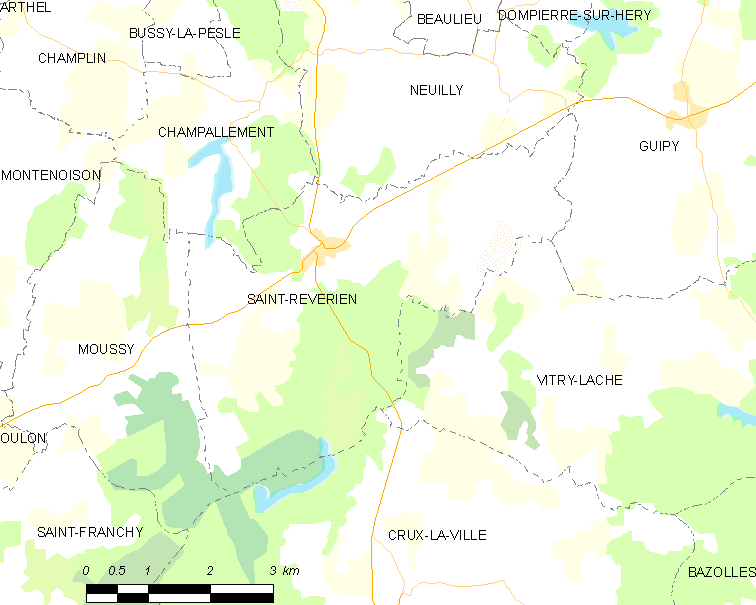
圣雷韦里安的OSM定位图

圣雷韦里安的时区为UTC+01:00、UTC+02:00（夏令时）。

## 行政
圣雷韦里安的邮政编码为58420，INSEE市镇编码为58266。

## 政治
圣雷韦里安所属的省级选区为科尔比尼县。

## 人口

1962-2008年间圣雷韦里安人口变化图示

圣雷韦里安于2022年1月1日时的人口数量为191人。